# 2012-es Formula–1 abu-dzabi nagydíj
Az abu-dzabi nagydíj volt a 2012-es Formula–1 világbajnokság tizennyolcadik futama, amelyet 2012. november 2. és november 4. között rendeztek meg az Egyesült Arab Emírségekbeli Yas Island Circuit-en.

## Szabadedzések

### Első szabadedzés
Az abu-dzabi nagydíj első szabadedzését november 2-án, pénteken délután tartották.
| helyezés | versenyző           | csapat/motor         | elért idő  | különbség | futott kör |
| -------- | ------------------- | -------------------- | ---------- | --------- | ---------- |
| 1        | Lewis Hamilton      | McLaren-Mercedes     | 1:43,285   | −         | 21         |
| 2        | Jenson Button       | McLaren-Mercedes     | 1:43,618   | +0,333    | 19         |
| 3        | Sebastian Vettel    | Red Bull-Renault     | 1:44,050   | +0,765    | 23         |
| 4        | Fernando Alonso     | Ferrari              | 1:44,366   | +1,081    | 21         |
| 5        | Mark Webber         | Red Bull-Renault     | 1:44,542   | +1,257    | 22         |
| 6        | Michael Schumacher  | Mercedes             | 1:44,694   | +1,409    | 23         |
| 7        | Pastor Maldonado    | Williams-Renault     | 1:45,115   | +1,830    | 26         |
| 8        | Nico Rosberg        | Mercedes             | 1:45,194   | +1,909    | 19         |
| 9        | Valtteri Bottas     | Williams-Renault     | 1:45,347   | +2,062    | 25         |
| 10       | Kimi Räikkönen      | Lotus-Renault        | 1:45,422   | +2,137    | 15         |
| 11       | Felipe Massa        | Ferrari              | 1:45,567   | +2,282    | 24         |
| 12       | Nico Hülkenberg     | Force India-Mercedes | 1:45,587   | +2,302    | 20         |
| 13       | Kobajasi Kamui      | Sauber-Ferrari       | 1:45,722   | +2,437    | 20         |
| 14       | Romain Grosjean     | Lotus-Renault        | 1:45,743   | +2,458    | 20         |
| 15       | Jules Bianchi       | Force India-Mercedes | 1:45,769   | +2,484    | 22         |
| 16       | Sergio Pérez        | Sauber-Ferrari       | 1:45,811   | +2,526    | 22         |
| 17       | Daniel Ricciardo    | Toro Rosso-Ferrari   | 1:46,649   | +3,364    | 24         |
| 18       | Jean-Éric Vergne    | Toro Rosso-Ferrari   | 1:46,708   | +3,423    | 26         |
| 19       | Heikki Kovalainen   | Caterham-Renault     | 1:47,418   | +4,133    | 23         |
| 20       | Timo Glock          | Marussia-Cosworth    | 1:47,891   | +4,606    | 21         |
| 21       | Pedro de la Rosa    | HRT-Cosworth         | 1:48,354   | +5,069    | 22         |
| 22       | Max Chilton         | Marussia-Cosworth    | 1:48,887   | +5,602    | 22         |
| 23       | Ma Qing Hua         | HRT-Cosworth         | 1:50,487   | +7,202    | 20         |
| 24       | Giedo van der Garde | Caterham-Renault     | idő nélkül |           | 3          |

### Második szabadedzés
Az abu-dzabi nagydíj második szabadedzését november 2-án, pénteken este tartották.
| helyezés | versenyző          | csapat/motor         | elért idő | különbség | futott kör |
| -------- | ------------------ | -------------------- | --------- | --------- | ---------- |
| 1        | Sebastian Vettel   | Red Bull-Renault     | 1:41,751  | −         | 34         |
| 2        | Lewis Hamilton     | McLaren-Mercedes     | 1:41,919  | +0,168    | 34         |
| 3        | Jenson Button      | McLaren-Mercedes     | 1:42,412  | +0,661    | 36         |
| 4        | Mark Webber        | Red Bull-Renault     | 1:42,466  | +0,715    | 21         |
| 5        | Romain Grosjean    | Lotus-Renault        | 1:42,500  | +0,749    | 34         |
| 6        | Kimi Räikkönen     | Lotus-Renault        | 1:42,532  | +0,781    | 28         |
| 7        | Fernando Alonso    | Ferrari              | 1:42,587  | +0,836    | 31         |
| 8        | Felipe Massa       | Ferrari              | 1:42,823  | +1,072    | 33         |
| 9        | Pastor Maldonado   | Williams-Renault     | 1:42,998  | +1,247    | 37         |
| 10       | Sergio Pérez       | Sauber-Ferrari       | 1:43,106  | +1,355    | 36         |
| 11       | Bruno Senna        | Williams-Renault     | 1:43,191  | +1,440    | 34         |
| 12       | Nico Rosberg       | Mercedes             | 1:43,200  | +1,449    | 36         |
| 13       | Nico Hülkenberg    | Force India-Mercedes | 1:43,255  | +1,504    | 34         |
| 14       | Michael Schumacher | Mercedes             | 1:43,267  | +1,516    | 32         |
| 15       | Paul di Resta      | Force India-Mercedes | 1:43,578  | +1,827    | 34         |
| 16       | Kobajasi Kamui     | Sauber-Ferrari       | 1:43,689  | +1,938    | 32         |
| 17       | Daniel Ricciardo   | Toro Rosso-Ferrari   | 1:44,260  | +2,509    | 27         |
| 18       | Jean-Éric Vergne   | Toro Rosso-Ferrari   | 1:45,005  | +3,254    | 19         |
| 19       | Vitalij Petrov     | Caterham-Renault     | 1:45,245  | +3,494    | 36         |
| 20       | Heikki Kovalainen  | Caterham-Renault     | 1:45,782  | +4,031    | 33         |
| 21       | Timo Glock         | Marussia-Cosworth    | 1:46,589  | +4,838    | 36         |
| 22       | Charles Pic        | Marussia-Cosworth    | 1:46,671  | +4,920    | 32         |
| 23       | Pedro de la Rosa   | HRT-Cosworth         | 1:46,707  | +4,956    | 26         |
| 24       | Narain Karthikeyan | HRT-Cosworth         | 1:47,707  | +5,655    | 35         |

### Harmadik szabadedzés
Az abu-dzabi nagydíj harmadik szabadedzését november 3-án, szombaton délután tartották.
| helyezés | versenyző          | csapat/motor         | elért idő | különbség | futott kör |
| -------- | ------------------ | -------------------- | --------- | --------- | ---------- |
| 1        | Lewis Hamilton     | McLaren-Mercedes     | 1:42,130  | −         | 18         |
| 2        | Jenson Button      | McLaren-Mercedes     | 1:42,420  | +0,290    | 17         |
| 3        | Sebastian Vettel   | Red Bull-Renault     | 1:42,614  | +0,484    | 7          |
| 4        | Mark Webber        | Red Bull-Renault     | 1:42,743  | +0,613    | 18         |
| 5        | Nico Hülkenberg    | Force India-Mercedes | 1:42,750  | +0,620    | 19         |
| 6        | Romain Grosjean    | Lotus-Renault        | 1:43,015  | +0,885    | 18         |
| 7        | Pastor Maldonado   | Williams-Renault     | 1:43,064  | +0,934    | 19         |
| 8        | Fernando Alonso    | Ferrari              | 1:43,133  | +1,003    | 15         |
| 9        | Kimi Räikkönen     | Lotus-Renault        | 1:43,184  | +1,054    | 22         |
| 10       | Paul di Resta      | Force India-Mercedes | 1:43,338  | +1,208    | 19         |
| 11       | Felipe Massa       | Ferrari              | 1:43,480  | +1,350    | 17         |
| 12       | Sergio Pérez       | Sauber-Ferrari       | 1:43,571  | +1,441    | 20         |
| 13       | Nico Rosberg       | Mercedes             | 1:43,593  | +1,463    | 20         |
| 14       | Michael Schumacher | Mercedes             | 1:43,635  | +1,505    | 19         |
| 15       | Kobajasi Kamui     | Sauber-Ferrari       | 1:44,010  | +1,880    | 22         |
| 16       | Jean-Éric Vergne   | Ferrari              | 1:44,025  | +1,895    | 18         |
| 17       | Bruno Senna        | Williams-Renault     | 1:44,071  | +1,941    | 19         |
| 18       | Daniel Ricciardo   | Toro Rosso-Ferrari   | 1:44,149  | +2,019    | 19         |
| 19       | Heikki Kovalainen  | Caterham-Renault     | 1:45,301  | +3,171    | 22         |
| 20       | Timo Glock         | Marussia-Cosworth    | 1:45,879  | +3,749    | 19         |
| 21       | Charles Pic        | Marussia-Cosworth    | 1:46,036  | +3,906    | 19         |
| 22       | Vitalij Petrov     | Caterham-Renault     | 1:46,261  | +4,131    | 22         |
| 23       | Pedro de la Rosa   | HRT-Cosworth         | 1:46,554  | +4,424    | 20         |
| 24       | Narain Karthikeyan | HRT-Cosworth         | 1:47,032  | +4,902    | 22         |

## Időmérő edzés
Az abu-dzabi nagydíj időmérő edzését november 3-án, szombaton futották.
| helyezés              | rajtszám | versenyző          | csapat/motor         | 1. rész  | 2. rész  | 3. rész  | rajthely     |
| --------------------- | -------- | ------------------ | -------------------- | -------- | -------- | -------- | ------------ |
| 1                     | 4        | Lewis Hamilton     | McLaren-Mercedes     | 1:41,497 | 1:40,901 | 1:40,630 | 1            |
| 2                     | 2        | Mark Webber        | Red Bull-Renault     | 1:41,933 | 1:41,277 | 1:40,978 | 2            |
| 3                     | 1        | Sebastian Vettel   | Red Bull-Renault     | 1:42,160 | 1:41,511 | 1:41,073 | bokszutca[1] |
| 4                     | 18       | Pastor Maldonado   | Williams-Renault     | 1:41,981 | 1:41,907 | 1:41,226 | 3            |
| 5                     | 9        | Kimi Räikkönen     | Lotus-Renault        | 1:42,222 | 1:41,532 | 1:41,260 | 4            |
| 6                     | 3        | Jenson Button      | McLaren-Mercedes     | 1:42,342 | 1:41,873 | 1:41,290 | 5            |
| 7                     | 5        | Fernando Alonso    | Ferrari              | 1:41,939 | 1:41,514 | 1:41,582 | 6            |
| 8                     | 8        | Nico Rosberg       | Mercedes             | 1:41,926 | 1:41,698 | 1:41,603 | 7            |
| 9                     | 6        | Felipe Massa       | Ferrari              | 1:41,974 | 1:41,846 | 1:41,723 | 8            |
| 10                    | 10       | Romain Grosjean    | Lotus-Renault        | 1:42,046 | 1:41,620 | 1:41,778 | 9            |
| 11                    | 12       | Nico Hülkenberg    | Force India-Mercedes | 1:42,579 | 1:42,019 |          | 10           |
| 12                    | 15       | Sergio Pérez       | Sauber-Ferrari       | 1:42,624 | 1:42,084 |          | 11           |
| 13                    | 11       | Paul di Resta      | Force India-Mercedes | 1:42,572 | 1:42,218 |          | 12           |
| 14                    | 7        | Michael Schumacher | Mercedes             | 1:42,735 | 1:42,289 |          | 13           |
| 15                    | 19       | Bruno Senna        | Williams-Renault     | 1:43,298 | 1:42,330 |          | 14           |
| 16                    | 14       | Kobajasi Kamui     | Sauber-Ferrari       | 1:43,582 | 1:42,606 |          | 15           |
| 17                    | 16       | Daniel Ricciardo   | Toro Rosso-Ferrari   | 1:43,280 | 1:42,765 |          | 16           |
| 18                    | 17       | Jean-Éric Vergne   | Toro Rosso-Ferrari   | 1:44,058 |          |          | 17           |
| 19                    | 20       | Heikki Kovalainen  | Caterham-Renault     | 1:44,956 |          |          | 18           |
| 20                    | 25       | Charles Pic        | Marussia-Cosworth    | 1:45,089 |          |          | 19           |
| 21                    | 21       | Vitalij Petrov     | Caterham-Renault     | 1:45,151 |          |          | 20           |
| 22                    | 24       | Timo Glock         | Marussia-Cosworth    | 1:45,426 |          |          | 21           |
| 23                    | 22       | Pedro de la Rosa   | HRT-Cosworth         | 1:45,766 |          |          | 22           |
| 24                    | 23       | Narain Karthikeyan | HRT-Cosworth         | 1:46,382 |          |          | 23           |
| 107%-os idő: 1:48,601 |          |                    |                      |          |          |          |              |
| Forrás:               |          |                    |                      |          |          |          |              |

Megjegyzés
↑ 1:  — Sebastian Vettel a Q3-as mért köre után nem tudott visszatérni a boxba, mert nem volt az autójában elegendő mennyiségű üzemanyag. Ezt követően kizárták az időmérőről, de a sportfelügyelők engedélyével elrajtolhatott a boxutcából.

## Futam
Az abu-dzabi nagydíj futama november 4-én, vasárnap rajtolt.
| helyezés | rajtszám | versenyző          | csapat/motor         | futott kör | idő/kiesés oka   | rajthely  | pont |
| -------- | -------- | ------------------ | -------------------- | ---------- | ---------------- | --------- | ---- |
| 1        | 9        | Kimi Räikkönen     | Lotus-Renault        | 55         | 1:45:58,667      | 4         | 25   |
| 2        | 5        | Fernando Alonso    | Ferrari              | 55         | +0,852           | 6         | 18   |
| 3        | 1        | Sebastian Vettel   | Red Bull-Renault     | 55         | +4,163           | bokszutca | 15   |
| 4        | 3        | Jenson Button      | McLaren-Mercedes     | 55         | +7,787           | 5         | 12   |
| 5        | 18       | Pastor Maldonado   | Williams-Renault     | 55         | +13,007          | 3         | 10   |
| 6        | 14       | Kobajasi Kamui     | Sauber-Ferrari       | 55         | +20,076          | 15        | 8    |
| 7        | 6        | Felipe Massa       | Ferrari              | 55         | +22,896          | 8         | 6    |
| 8        | 19       | Bruno Senna        | Williams-Renault     | 55         | +23,542          | 14        | 4    |
| 9        | 11       | Paul di Resta      | Force India-Mercedes | 55         | +24,160          | 12        | 2    |
| 10       | 16       | Daniel Ricciardo   | Toro Rosso-Ferrari   | 55         | +27,463          | 16        | 1    |
| 11       | 7        | Michael Schumacher | Mercedes             | 55         | +28,075          | 13        |      |
| 12       | 17       | Jean-Éric Vergne   | Toro Rosso-Ferrari   | 55         | +34,906          | 17        |      |
| 13       | 20       | Heikki Kovalainen  | Caterham-Renault     | 55         | +47,764          | 18        |      |
| 14       | 24       | Timo Glock         | Marussia-Cosworth    | 55         | +56,473          | 21        |      |
| 15       | 15       | Sergio Pérez       | Sauber-Ferrari       | 55         | +56,768          | 11        |      |
| 16       | 21       | Vitalij Petrov     | Caterham-Renault     | 55         | +1:04,595        | 20        |      |
| 17       | 22       | Pedro de la Rosa   | HRT-Cosworth         | 55         | +1:11,778        | 22        |      |
| ki       | 25       | Charles Pic        | Marussia-Cosworth    | 41         | motorhiba        | 19        |      |
| ki       | 10       | Romain Grosjean    | Lotus-Renault        | 37         | baleset          | 9         |      |
| ki       | 2        | Mark Webber        | Red Bull-Renault     | 37         | baleset          | 2         |      |
| ki       | 4        | Lewis Hamilton     | McLaren-Mercedes     | 19         | üzemanyag-nyomás | 1         |      |
| ki       | 23       | Narain Karthikeyan | HRT-Cosworth         | 7          | baleset          | 23        |      |
| ki       | 8        | Nico Rosberg       | Mercedes             | 7          | baleset          | 7         |      |
| ki       | 12       | Nico Hülkenberg    | Force India-Mercedes | 0          | baleset          | 10        |      |
| Forrás:  |          |                    |                      |            |                  |           |      |

- Pedro de la Rosa nem tudott elmenni a felvezető körre, ezért a boxutcából rajtolt Sebastian Vettel mögül.

## A világbajnokság állása a verseny után
| H   | Versenyzők       | Pont | H   | Konstruktőrök        | Pont |
| --- | ---------------- | ---- | --- | -------------------- | ---- |
| 1.  | Sebastian Vettel | 255  | 1.  | Red Bull-Renault     | 422  |
| 2.  | Fernando Alonso  | 245  | 2.  | Ferrari              | 340  |
| 3.  | Kimi Räikkönen   | 198  | 3.  | McLaren-Mercedes     | 318  |
| 4.  | Mark Webber      | 167  | 4.  | Lotus-Renault        | 288  |
| 5.  | Lewis Hamilton   | 165  | 5.  | Mercedes             | 136  |
| 6.  | Jenson Button    | 153  | 6.  | Sauber-Ferrari       | 124  |
| 7.  | Felipe Massa     | 95   | 7.  | Force India-Mercedes | 95   |
| 8.  | Nico Rosberg     | 93   | 8.  | Williams-Renault     | 73   |
| 9.  | Romain Grosjean  | 90   | 9.  | STR-Ferrari          | 22   |
| 10. | Sergio Pérez     | 66   | 10. | Marussia-Cosworth    | 0    |

(A teljes táblázat)